# Sedile di botte
Sedile di botte è un termine utilizzato in araldica per indicare tre fasce diminuite e scorciate poste una sull'altra, quasi tre travi su cui si posano le botti.
Questo termine è, in realtà, utilizzato in rarissimi casi ed è normalmente sostituito da amaidi che si rifà direttamente al termine originale francese hamaides.